# Chalyboclydon flexilinea
Chalyboclydon flexilinea är en fjärilsart som beskrevs av W. Warren 1898. Chalyboclydon flexilinea ingår i släktet Chalyboclydon och familjen mätare. Inga underarter finns listade i Catalogue of Life.